# Кулі Данделена

У геометрії кулі Данделена — це одна або дві кулі, які є дотичними (які торкаються) як до площини, так і до конуса, який перетинає цю площину. Перетин конуса і площини — є конічним перетином, і точка, в якій будь-яка куля є дотичною до площини, є фокусом конічного перетину. Таким чином, кулі Данделена також іноді називають центральними кулями.
У 1822 були винайдені кулі Данделена. Їх називають на честь бельгійського математика П'єра Данделена, хоча Адольф Кетле також вніс свій внесок.  Кулі Данделена можуть використовуватися, щоб довести принаймні дві важливі теореми. Обидві з тих теорем були відомі протягом багатьох століть перед Данделеном, але він спростив їх доведення.
Перша теорема (теорема Данделена-Кетле) — стверджує, що замкнений конічний перетин (тобто еліпс) є геометричним місцем точок, розташованих таким чином, що сума відстаней до двох фокусних точок постійна. Це було відомо давньогрецьким математикам, таким як Аполлоній Перзький, але використання сфер Данделена полегшує доказ.
Друга теорема — про те, що для будь-якого конічного перетину відстань від фіксованої точки (центра) пропорційна відстані від фіксованої прямої лінії (директриси) з константою пропорційності, яка називається оригінальністю. Знову, ця теорема була відома давнім грекам, таким як Паппус Олександрії, але використання куль Данделена полегшує доказ.
Для конічного перетину існує одна куля Данделена для кожного фокусу. Зокрема в еліпса є дві кулі Данделена, обидві торкаються того ж самого покриву конуса. У гіперболи є дві кулі Данделена, які торкаються протилежних покривів конуса. У параболи є всього одна куля Данделена, оскільки парабола має один фокус.

## Доказ того, що крива має сталу суму відстаней до двох фокусів
На наведеній ілюстрації площина перетинає конус таким чином, що утворюється еліпс (область в середині еліпса забарвлена в блакитне). Показано дві кулі Данделена, де одна куля (G1) знаходиться вище еліпса, а друга (G2) — нижче. Перетин кожної сфери з конусом — коло (пофарбований у біле).
- Кожна сфера торкається площини в одній точці, позначимо ці точки F1 і F2.

Припустимо, Р — точка на еліпсі.
- Доведіть: сума відстаней d(F1, P) + d(F2, P) залишається постійною, оскільки пункт P проходить через криву.

- Лінія, що проходить через P і вершину S конуса, перетинає ці два кола в пунктах P1 і P2.

- Оскільки P перетинає еліпс, P1 і P2 проходять ці два кола.

- Відстань від F2 до P збігається з відстанню від P1 до P, бо лінії PF1 і PP1 є тангенсом до тієї ж самої кулі (G1).

- Аналогічно, відстань від F2 до P збігається з відстанню від P2 до P, бо лінії PF2 і PP2 є дотичними до тієї ж самої кулі (G2).

- Отже, сума відстаней d(F1, P) + d(F2, P) повинна бути постійною, оскільки P проходить через криву, бо сума відстаней d(P1, P) + d(P2, P) також залишається постійною.

- Це випливає з факту, що P знаходиться на прямій лінії від P1 до P2, і відстань від P1 до P2 залишається постійною.

Це доводить результат, який був доведений способом Аполлонія Перзького
Якщо (як часто робиться) визначити еліпс як місце розташування точок P таке, що d(F1, P) + d(F2, P) = константа, то викладене вище доводить, що перетином площини з конусом дійсно є еліпс.
Адаптація цього аргументу працює на гіперболі й параболі як перетині площини з конусом. Інша адаптація еліпса — перетину площини з правильним круглим циліндром.

## Доказ властивості центру-директриси
Директриса конічного перетину може бути знайдена з використанням куль Данделена. Кожна куля Данделена торкається конуса у колі; дозвольте обом з цих кіл визначити свої власні площини перетину цих двох паралельних площин з площиною конічного перетину, вони будуть двома паралельними лініями; ці лінії — директриси конічного перетину. Однак парабола має тільки одну кулю Данделена, і таким чином має тільки одну директрису.
Використовуючи кулі Данделена, можна довести, що будь-який конічний перетин — місце розташування точок, для яких відстань від фокуса пропорційна відстані від директриси. Давньогрецькі математики, такі як Папп Александрійський знали про ці властивості, але використання куль Данделена полегшують доказ.
Ні Данделен, ні Кетле не використали сфери Данделена для доведення властивості центру — директриси. Ця властивість важлива для доказу першого закону Кеплера: орбіти астрономічних об'єктів навколо Сонця є конічними перетинами.